# Ekologické občanství
Environmentální občanství je nově vznikajícím konceptem světoobčanství, který je založen na povinnostech a právech každého jednotlivce vůči životnímu prostředí. Jako základní environmentální povinnosti označuje odpovědnost lidstva vůči budoucím generacím, přehodnocení stávajícího vztahu člověka ke zvířatům a povinnost udržovat integritu životního prostředí. Environmentální občanství klade důraz na mezinárodní a mezigenerační solidaritu, stejně jako na princip prevence a nutnost posuzovat veškeré lidské činnosti z pohledu environmentální. udržitelnosti. Tímto se vymezuje proti v současné době převažující tržně ekonomické logice, upřednostňující maximalizaci krátkodobého zisku bez ohledu na jeho dlouhodobé důsledky.

## Specifika environmentálního občanství
Environmentální občanství se na rozdíl od tradičně pojímaného státního občanství vyznačuje následujícími specifiky:

### Environmentalistika jako občanská ctnost
Základním pilířem environmentálního občanství jsou občanské ctnosti jako soucit, solidarita a šetrnost ke druhým a životnímu prostředí. Důraz je kladen zejména na morální obrodu stávajících politických hodnot a motivaci člověka k činění dobra přesahujícího jeho vlastní egoistické potřeby. Upřednostňuje blaho celku před blahem jednotlivce.

### Důraz na povinnosti a odpovědnost
Zatímco stávající liberálně-demokratická společnost považuje za nejvyšší hodnoty práva a svobody jednotlivce, společnost založená na environmentálně občanském principu staví na první místo povinnost a odpovědnost, a to jak vůči budoucím generacím, tak vůči ostatním národům. Přestože hlavními viníky environmentální globální krize jsou západní liberálně demokratické státy, její nejtěžší důsledky nesou rozvojové země Afriky, Asie a Jižní Ameriky. Bez právně vymahatelných povinností západu nést reálné náklady znečišťování životního prostředí a přijetí jejich odpovědnosti za probíhající klimatické změny nebude možné proti globálním problémům lidstva účinně bojovat.

### Kosmopolitní princip
Příroda nezná hranic a je proto zřejmé, že environmentální občanství je založeno na kosmopolitním principu, bez ohledu na státní příslušnost jednotlivce. Podmínkou pro jeho realizaci ze strany západních států je ukončení jejich kulturní hegemonie a uznání jiných kulturních identit, které jsou globálními jevy ohrožovány. Kosmopolitní princip občanství garantuje všem lidem bez rozdílu stejné povinnosti i práva a pomáhá tak zmírňovat stávající nerovnosti mezi bohatým severem a chudým jihem.

### Soukromá sféra jako prostor pro občanskou angažovanost
Pro úspěšnou realizaci idejí environmentálního občanství je nezbytné zbavit se představy, že se můžeme občansky angažovat pouze ve veřejné sféře. Každodenní činnosti, které člověk v rámci svého života vykonává ve sféře soukromé, mají totiž také dalekosáhlé politické důsledky. Je proto důležité, aby se každý z jednotlivců zaměřil na snižování své environmentální stopy, nakupoval udržitelné a sociálně šetrné výrobky a vykonával veškeré své další činnosti v souladu s principy environmentální ctnosti.

## Cesty k realizaci environmentálního občanství

### Reforma vzdělávání
Nejjistější cestou k zabudování environmentálního občanství do povědomí lidí se v současnosti jeví reforma vzdělávání. Tato změna zezdola by měla za úkol vychovávat občany, kteří jsou si vědomí důležitosti ochrany životního prostředí a veškerých práv a povinností s tím souvisejících. Ti pak mohou dále vyvíjet tlak na politické struktury a být příkladem i pro své bezprostřední okolí. Cílem vzdělání by tedy bylo zdůraznit ve společnosti hodnoty a koncepty environmentálního občanství a naučit studenty samostatně hodnotit environmentální rizika mj. z hlediska transnacionální a mezigenerační spravedlnosti.

### Zelený konzum
Předpokladem pro realizaci environmentálního občanství je přeměna současných materiálních hodnot ve společnosti na tzv. zelený nebo též zodpovědný, etický či environmentální konzum. Zodpovědnost za etickou spotřebu vychází od občanů samotných a projevuje se např. vyhledáváním nekomerčních druhů užití volného času a sebeurčováním na méně materiální úrovni, než tomu bylo doposud. Institucionálně by se posun k jinému typu spotřeby dal řešit kupříkladu úpravou daní, aby odrážely i environmentální faktory např. dovoz, nebo omezením komerčních reklam, které v lidech vyvolávají pocity často umělé potřeby.

### Reforma politických institucí a ekonomického systému
Jako jedna z možností pro realizaci trvalé udržitelnosti je prezentována transformace globální politiky k environmentální uvědomělosti. Důležitá je především reforma mezinárodních institucí, jako jsou Komise pro udržitelný rozvoj OSN nebo Evropská unie k jejich větší vnitřní demokratizaci a srozumitelnosti pro širokou veřejnost. 
Dle této teorie by měl být posílen vliv politických aktérů, kteří usměrňují protichůdné názory a síly v politice a vedou je k větší interní demokracii a inkluzi. Takové usměrnění by myšlence environmentálního občanství poskytlo možnost přirozeně se rozvíjet. Dále je nutné vyslyšet environmentální sociální hnutí, která byla až doposud na mezinárodních konferencích odbývána přijímáním vágních prohlášení, a společně anti-elitářsky spolupracovat na pomoci rozvojovým státům, které jsou environmentálními problémy zasaženy nejvíce.
Jako první stupeň pro postupné zavádění zásad environmentálního občanství je představen tzv. zelený kapitalismus, který klade důraz na silnější spotřebitelská práva a regulaci neenvironmentálního a neetického chování obchodních korporací. Ideálem, k němuž by environmentální občanství postupně mělo směřovat, je realizace zelené sociální demokracie.

## Rozdíl mezi ekologismem a environmentalismem
Rozdíl mezi environmentálním občanstvím a environmentalismem spočívá v přístupu k nutnosti větších ekonomických a politických strukturálních změn. Environmentalismus se domnívá, že procedury výroby a hodnoty společnosti se mohou zachovat i ve snaze o udržitelnou společnost. Environmentální občanství věří, že ke stejnému cíli lze dospět pouze skrz radikální úpravy lidského vztahu k přírodě a sociálního a politického zřízení.